# Odznaczeni Orderem Orła Białego (II Rzeczpospolita)
Odznaczeni Orderem Orła Białego (II Rzeczpospolita) – lista 112 kawalerów Orderu Orła Białego, którym został on przyznany przez głowę II Rzeczypospolitej w latach 1921–1939.

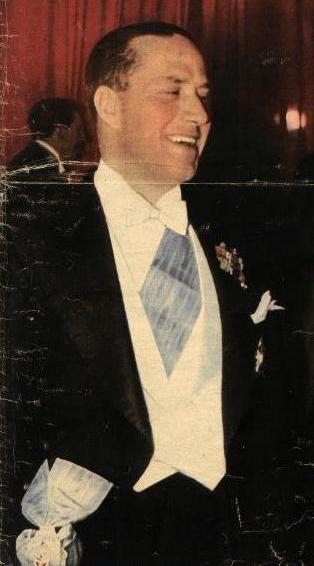
Galeazzo Ciano przepasany wstęgą orderu (luty 1939)

## Wielcy Mistrzowie
- Naczelnik Państwa Józef Piłsudski (1921–1922)
- Prezydent RP Gabriel Narutowicz (1922)
- Prezydent RP Stanisław Wojciechowski (1922–1926)
- Prezydent RP Ignacy Mościcki (1926–1939)

## Odznaczeni obywatele polscy
| Lp. | Imię i nazwisko             | Data nadania         | Uwagi                                                                   |
| --- | --------------------------- | -------------------- | ----------------------------------------------------------------------- |
| 1   | Józef Piłsudski             | 4 lutego 1921        | z urzędu                                                                |
| 2   | Oswald Balzer               | 11 lipca 1921        |                                                                         |
| 3   | ks. Edmund Dalbor           | 11 lipca 1921        |                                                                         |
| 4   | gen. broni Józef Haller     | 11 lipca 1921        |                                                                         |
| 5   | ks. Zygmunt Łoziński        | 11 lipca 1921        |                                                                         |
| 6   | Kazimierz Morawski          | 11 lipca 1921        |                                                                         |
| 7   | Antoni Osuchowski           | 11 lipca 1921        |                                                                         |
| 8   | Ignacy Jan Paderewski       | 11 lipca 1921        |                                                                         |
| 9   | Wojciech Trąmpczyński       | 11 lipca 1921        |                                                                         |
| 10  | Wincenty Witos              | 11 lipca 1921        | orderu pozbawiony 13 stycznia 1932, przywrócono mu 31 października 1939 |
| 11  | gen. por. Zygmunt Zieliński | 11 lipca 1921        |                                                                         |
| 12  | Gabriel Narutowicz          | 9 grudnia 1922       | z urzędu                                                                |
| 13  | Stanisław Wojciechowski     | 22 grudnia 1922      | z urzędu                                                                |
| 14  | Władysław Grabski           | 12 kwietnia 1924     |                                                                         |
| 15  | Aleksander Kakowski         | 7 lipca 1925         |                                                                         |
| 16  | Ignacy Mościcki             | 5 czerwca 1926       | z urzędu                                                                |
| 17  | Kazimierz Bartel            | 9 listopada 1932     |                                                                         |
| 18  | ks. August Hlond            | 9 listopada 1932     |                                                                         |
| 19  | Bronisław Pieracki          | 17 czerwca 1934      | pośmiertnie                                                             |
| 20  | Walery Sławek               | 10 lipca 1935        |                                                                         |
| 21  | Edward Śmigły-Rydz          | 10 listopada 1936    |                                                                         |
| 22  | Adam Stefan Sapieha         | 24 listopada 1936    |                                                                         |
| 23  | Stanisław Car               | 20 czerwca 1938      | pośmiertnie                                                             |
| 24  | Józef Beck                  | 11 października 1938 |                                                                         |

## Odznaczeni cudzoziemcy (*)
1. Louis Barthou, 13 lipca 1921
2. Alexandre Millerand, 13 lipca 1921
3. Alexandru Averescu, 13 sierpnia 1921
4. Take Ionescu, 13 sierpnia 1921
5. Ferdynand I Rumuński, 31 sierpnia 1921
6. Albert I Koburg, 23 listopada 1921
7. Aleksander I Karadziordziewić, 23 listopada 1921
8. Désiré-Joseph Mercier, 23 listopada 1921
9. Achille Ratti, 23 listopada 1921
10. Alfons XIII Hiszpański, 15 marca 1922
11. Georges Clemenceau, 15 marca 1922
12. Ferdinand Foch, 15 marca 1922
13. Joseph Joffre, 15 marca 1922
14. Philippe Pétain, 15 marca 1922
15. Raymond Poincaré, 15 marca 1922
16. Wiktor Emanuel III, 15 marca 1922
17. Ion Brătianu, 9 maja 1922
18. Epitácio Lindolfo da Silva Pessoa, 13 czerwca 1922
19. Henri Le Rond, 14 czerwca 1922
20. Woodrow Wilson, 31 lipca 1922
21. Karol II Rumuński, 12 września 1922
22. Hirohito, 19 października 1922
23. Mikołaj Rumuński, 19 października 1922
24. Nikola Pašić, 28 października 1922
25. Yoshihito, 28 lutego 1923
26. Chrystian X, 21 kwietnia 1923
27. Wilhelmina (królowa Holandii), 21 kwietnia 1923
28. Maria Koburg, 23 czerwca 1923
29. Ion Duca, 25 czerwca 1923
30. Benito Mussolini, 20 lipca 1923
31. Henri Jaspar, 10 listopada 1923
32. Gaston Doumergue, 1 grudnia 1924
33. Édouard Herriot, 1 grudnia 1924
34. Pietro Gasparri, 25 kwietnia 1925
35. Vincenzo Vannutelli, 25 kwietnia 1925
36. Tomáš Masaryk, 27 kwietnia 1925
37. Elżbieta Gabriela Bawarska, 27 listopada 1925
38. Louis-Ernest Dubois, 22 lutego 1926
39. Hector André de Panafieu, 27 lutego 1926
40. Augusto B. Leguía, 3 lipca 1926
41. Henryk (książę holenderski), 5 listopada 1926
42. Leopold III Koburg, 5 listopada 1926
43. Lorenzo Lauri, 10 stycznia 1927
44. Reza Szah Pahlawi, 1 czerwca 1927
45. Borys III, 3 grudnia 1927
46. Amanullah Chan, 28 kwietnia 1928
47. Gustaw V, 2 czerwca 1928
48. Miklós Horthy, 10 stycznia 1929
49. Miguel Primo de Rivera, 5 czerwca 1929
50. Lauri Relander, 7 czerwca 1929
51. Miron Cristea, 22 października 1929
52. Constantin Sărățeanu, 22 października 1929
53. Humbert II, 17 grudnia 1929
54. Carlos Ibáñez del Campo, 27 stycznia 1930
55. Paul Hymans, 29 maja 1930
56. Dino Grandi, 7 czerwca 1930
57. Haile Sellasie, 29 października 1930
58. Takamatsu (książę), 29 października 1930
59. Haakon VII, 3 grudnia 1930
60. António Óscar de Fragoso Carmona 20 stycznia 1931
61. Elefterios Wenizelos 20 stycznia 1931
62. Vojislav Marinković 5 grudnia 1931
63. Dimitrie I. Ghica, 13 stycznia 1932
64. Ludovico Chigi della Rovere Albani, 8 marca 1932
65. Szarlotta, 18 maja 1932
66. Albert Lebrun, 20 grudnia 1932
67. Nicolae Titulescu, 9 października 1933
68. Konstantin Päts, 21 lipca 1934
69. Gyula Gömbös, 19 października 1934
70. Jules Laroche, 26 marca 1935
71. Constantin Prezan, 10 lipca 1935
72. Per Svinhufvud, 1 sierpnia 1935
73. Getúlio Vargas, 30 listopada 1935
74. Francesco Marmaggi, 31 grudnia 1935
75. Paul van Zeeland, 26 kwietnia 1936
76. Paweł Karadziordziewić, 15 maja 1936
77. Giuseppe Bastianini, 10 czerwca 1936
78. Victor Antonescu, 26 listopada 1936
79. Jerzy II Grecki, 16 kwietnia 1937
80. Michał I Rumuński, 22 maja 1937
81. Juliana (królowa Holandii), 22 czerwca 1937
82. Friedrich Akel, 4 września 1937
83. Kārlis Ulmanis, 4 września 1937
84. Yvon Delbos, 1 grudnia 1937
85. Kálmán Kánya, 4 lutego 1938
86. Johan Laidoner, 4 lutego 1938
87. Galeazzo Ciano, 5 marca 1938
88. Grigore Gafencu, 4 marca 1939

(*) Według strony Prezydenta RP odznaczono 87 cudzoziemców, m.in.: 33 monarchów i prezydentów, 10 premierów, 12 członków rodzin panujących i 15 ministrów. Stefan Oberleitner w swoim leksykonie wymienia 46 odznaczonych obcokrajowców zaznaczając, że w sumie było ich 88, co potwierdza książka pod red. Marty Męclewskiej, gdzie z nazwiska wymieniono 88 odznaczonych cudzoziemców i 24 Polaków wraz z datami nadania orderu. Według źródeł zagranicznych odznaczeni zostali jeszcze dwaj królowie Egiptu: Fu’ad I (24 marca 1932) i Faruk I.